# مبرهنة قطع الوتر

مبرهنة قطع الوتر أو مبرهنة الوتر هي علاقة هندسية أساسيَّة، تربط القطع المستقيمة الأربعة الناتجة عن تقاطع وترين في دائرة. وتنص المبرهنة على أنَّ إذا تَقاطعَ وَتَرانِ في دائرةٍ فَإنَّ حَاصلَ ضَرْبِ طُولَيْ جُزأيْ الوَتَرِ الأوَّلِ يُساوي حَاصِلَ ضَرْبِ طُولَيْ جُزْأيْ الوَتَرِ الثَّانِي. المُبرهنة تُصنّف ضمن 3 مُبرهنات يُطلق عليها مبرهنات قوة النقطة. تُعتَبرُ مبرهنة قطع الوتر شرطاً كافٍ وضروريّ لأن تقع النقاط {\displaystyle A,B,C,D} على دائرة، ويُستَعمُل للتعبير عن ذلك اللفظ «إذا وفقط إذا».
يُعبّر عن العلاقة رياضياً: لأي وترين في الدائرة {\displaystyle AC,BD} متقاطعين في النقطة {\displaystyle S} فإنَّ:
{\displaystyle |AS|\cdot |SC|=|BS|\cdot |SD|}